# The Magic Whip
The Magic Whip è l'ottavo album in studio del gruppo rock inglese Blur, pubblicato nell'aprile 2015.
Si tratta del primo album in studio dal 2003, anno dell'uscita di Think Tank.

## Il disco
Le registrazioni del disco sono iniziate nel maggio 2013 a Hong Kong. Tra il novembre 2014 ed il gennaio 2015 si sono concretizzate e sviluppate a Londra, presso lo Studio 13, con l'ausilio del produttore Stephen Street.
La copertina del disco propone i caratteri in lingua cinese 模糊 魔鞭 (Blur Magic-whip) in uno stile simile alle insegne al neon e raffigura anche un gelato.
Il singolo Go Out è uscito nel febbraio 2015 accompagnato da un video musicale. In concomitanza con la diffusione di questo brano, il gruppo ha annunciato il completamento dell'album in diretta streaming su Facebook dalla Chinatown di Londra.
Nel marzo 2015 sono usciti altri due singoli.

## Tracce
1. Lonesome Street – 4:23
2. New World Towers – 4:02
3. Go Out – 4:40
4. Ice Cream Man – 3:23
5. Thought I Was a Spaceman – 6:16
6. I Broadcast – 2:52
7. My Terracotta Heart – 4:05
8. There Are Too Many of Us – 4:26
9. Ghost Ship – 4:59
10. Pyongyang – 5:38
11. Ong Ong – 3:06
12. Mirrorball – 3:37

## Formazione
- Damon Albarn - voce, tastiere, sintetizzatori, chitarra acustica
- Graham Coxon - chitarra elettrica, tastiere, cori, voce (tracce 1, 5 e 10)
- Alex James - basso, cori
- Dave Rowntree - batteria, drum machine, percussioni, cori

## Classifiche
| Classifica (2015)         | Posizione massima |
| ------------------------- | ----------------- |
| Australia                 | 5                 |
| Austria                   | 2                 |
| Belgio (Fiandre)          | 5                 |
| Belgio (Vallonia)         | 8                 |
| Canada                    | 15                |
| Danimarca                 | 3                 |
| Finlandia                 | 12                |
| Francia                   | 3                 |
| Germania                  | 3                 |
| Giappone                  | 5                 |
| Irlanda                   | 1                 |
| Italia                    | 7                 |
| Norvegia                  | 8                 |
| Nuova Zelanda             | 8                 |
| Paesi Bassi               | 4                 |
| Portogallo                | 5                 |
| Regno Unito               | 1                 |
| Spagna                    | 10                |
| Stati Uniti               | 24                |
| Stati Uniti (alternative) | 2                 |
| Stati Uniti (rock)        | 2                 |
| Svezia                    | 30                |
| Svizzera                  | 4                 |